# Jaromír Zmrhal
Jaromír Zmrhal (* 2. srpna 1993, Žatec) je český fotbalový záložník, útočník či obránce a reprezentant, od července 2024 hráč kyperského mužstva Apollon Limassol. Mimo Česko působil na klubové úrovni v Itálii a na Slovensku. 

## Klubová kariéra
Svoji fotbalovou kariéru začal ve Slavoji Žatec, odkud v průběhu mládeže přestoupil nejprve do Chmelu Blšany a později do Slavie Praha. Před jarní částí ročníku 2011/12 se připravoval s mužskou kategorií, kde následně nastupoval za rezervu tehdy působící v Divizi A.

### SK Slavia Praha

#### Sezóna 2012/13
V létě 2012 se propracoval do "áčka" Slavie. V prvním mužstvu debutoval v úvodním ligovém zápase 30. července 2012 proti hostující Vysočině Jihlava, když v 76. minutě vystřídal na hřišti Štěpána Koreše. Zápas skončil po divokém průběhu remízou 3:3. Svůj premiérový gól si připsal v 5. ligovém kole hraném 23. 7. 2012 v domácím utkání proti Zbrojovce Brno, v 69. minutě zvyšoval na průběžných 3:0. Slavia Praha zvítězila jednoznačně 5:0. V sezoně 2012/13 odehrál 28 střetnutí v lize.

#### Sezóna 2013/14
V červenci 2013 podepsal nový kontrakt platný na tři roky s roční opcí. V tomto ročníku si připsal celkem 29 ligových zápasů, ve kterých branku nedal. Se slavistickým klubem bojoval až do posledního kola o záchranu v nejvyšší soutěži, která se díky výsledkům ostatních utkání zdařila.

#### Sezóna 2014/15
Poprvé v sezoně skóroval v souboji s Baníkem Ostrava (výhra 3:1), když v 76. minutě zvyšoval na průběžných 2:0. Další gól zaznamenal hned v následujícím třetím kole proti Slovanu Liberec a podílel se na vítězství 4:1. 23. 8. 2014 v pátém ligovém kole zařídil v duelu o první místo tabulky vítěznou brankou výhru Slavie 1:0 nad Viktorii Plzeň. V dalších kolech se již Slavii už tolik nedařilo. Počtvrté v ročníku se trefil 13. března 2015 v souboji s týmem FK Mladá Boleslav. Gól vsítil ve 23. minutě, ale porážce v poměru 3:4 nezabránil. Během roku absolvoval v lize dohromady 26 utkání.

#### Sezóna 2015/16
27. září 2015 rozhodl střetnutí pražského derby proti Spartě, kdy dal na konci prvního poločasu vítězný zásah na konečných 1:0. Svoji druhou ligovou branku v sezoně si připsal ve 14. kole, kdy davál v 59. minutě na konečných 2:0 v souboji s mužstvem 1. FC Slovácko. Následně vsítil gól proti Slovanu Liberec, ale porážce 1:2 nezabránil. V průběhu podzim do Slavie přišli noví majitelé a především v zimní pauze vedení značně posílilo, avšak Zmrhal v klubu zůstal, a nadále byl stejně jako v dalších letech oporou "sešívaných". Počtvrté v ročníku skóroval ve 25. kole hraném 16. 4. 2016 v souboji se Sigmou Olomouc, když v 79. minutě srovnával na konečných 1:1. V sezoně 2015/16 nastoupil k 27 ligovým zápasům. Slavia skončila v tabulce na pátém místě a díky vítězství Mladé Boleslavi v Českém poháru si se spoluhráči vybojoval po mnoha letech postup do předkol Evropských pohárů.

#### Sezóna 2016/17
Se Slavii postoupil přes estonský celek FCI Levadia Tallinn (prohra 1:3 venku a výhra 2:0 doma) a klub Rio Ave FC z Portugalska (remízy 0:0 doma a 1:1 venku) do čtvrtého předkola – play-off Evropské ligy UEFA 2016/17, v něm však se "sešívanými" vypadl po dvou prohrách 0:3 s belgickým týmem RSC Anderlecht z Bruselu a do skupinové fáze s nimi nepostoupil. Stejně jako v předešlém ročníku se i tentokrát prosadil proti největšímu rivalovi Spartě Praha, když dával v 79. minutě na konečných 2:0 na venkovním hřišti. Svoji druhou branku v sezoně zaznamenal 15. října 2016 v souboji s mužstvem FC Hradec Králové při vítězství 3:0. Potřetí v ročníku skóroval v souboji se Slováckem, kdy dal v 56. minutě jediný a tudíž vítězný gól utkání. Další dva přesné zásahy vsítil v 15. a 16. kole proti Mladé Boleslavi (výhra 2:1) a Fastavu Zlín (výhra 4:0). Svoji šestou branku v sezoně zaznamenal 18. 3. 2017 ve 21. kole, když dával v 15. minutě na průběžných 1:0 proti Slovanu Liberec. Střetnutí nakonec skončilo remízou 1:1 na hřišti soupeře. Posedmé v ročníku se trefil 6. května 2017 v 50. minutě ve vršovickém derby v souboji s klubem Bohemians Praha 1905 (výhra 3:1). Se Slavii vybojoval na jaře 2017 po vítězství 4:0 v posledním 30. kole proti Zbrojovce Brno po osmi letech mistrovský titul. Během roku absolvoval všech 30 zápasů v lize.

#### Sezóna 2017/18
S pražským týmem bojoval v předkolech o účast v základní skupině Ligy mistrů UEFA 2017/18, avšak ta se nepodařila. Se "sešívanými" sice přešel přes běloruské mužstvo FK BATE z Borisova (výhra 1:0 doma a prohra 1:2 venku) do čtvrtého předkola, čili play-off, v něm však se spoluhráči neuspěl po venkovní prohře 0:2 a domácí remíze 0:0 s kyperským klubem APOEL FC z Nikósie a museli se spokojit s účastí ve skupinové fázi Evropské ligy UEFA 2017/18. V ní byl se Slavii nalosován do základní skupiny A, kde s ní v konfrontaci s týmy Maccabi Tel Aviv FC (Izrael), FC Astana (Kazachstán) a Villarreal CF (Španělsko) skončil s osmi body na třetím místě tabulky a do jarní vyřazovací části s ní nepostoupil.
První góly v sezoně si připsal ve 14. a v 15. kole, kdy dal nejprve dvě branky v derby s Duklou Praha (výhra 5:0) a následně vsítil branku v souboji s mužstvem FK Jablonec (remíza 1:1) Počtvrté v ročníku skóroval proti Mladé Boleslavi, když při vítězství 3:0 venku otevřel ve 40. minutě střelecký účet utkání. Svůj pátý přesný zásah zažil ve 30. kole hraném 26. května 2018 v souboji s klubem FK Teplice a podílel se na výhře 3:0. Se Slavii bojoval na jaře 2018 o titul, ale po podzimní části měli velkou ztrátu na vedoucí Viktorii Plzeň, kterou nedohnali, a ligový primát tak neobhájili. Získali však po vítězství 3:1 nad Jabloncem ve finále MOL Cupu 2017/18 tuto trofej. Během roku absolvoval všech 30 zápasů v lize.

#### Sezóna 2018/19
Se Slavii Praha se zúčastnil třetího předkola nemistrovské části Ligy mistrů UEFA 2018/19, kde však nestačili po domácí remíze 1:1 a venkovní prohře 0:2 na ukrajinský tým FK Dynamo Kyjev a byli zařazeni do skupinové fáze Evropské ligy UEFA 2018/19, kde v základní skupině C po soubojích s mužstvy FC Girondins de Bordeaux (Francie), FK Zenit Sankt-Petěrburg (Rusko) a FC Kodaň (Dánsko) skončili se ziskem deseti bodů na druhém místě tabulky a postoupili tak do jarního play-off. V něm nejprve postoupili přes belgický klub KRC Genk po domácí remíze 0:0 a venkovním vítězství 4:1 a následně senzačně vyřadili favorizovaný tým Sevilla FC ze Španělska, v jehož dresu tehdy nastupoval český brankář Tomáš Vaclík. Se Slavii nejprve remizoval na trávníku soupeře 2:2 a následně s ní doma zvítězil v infarktovém závěru 4:3 po prodloužení, díky cemuž s ní vybojoval účast ve čtvrtfinále, ve které však vypadli se slavným anglickým mužstvem Chelsea FC z Londýna (prohry 0:1 doma a 3:4 venku). Zmrhal v evropských pohárech nastoupil ke 14 utkáním a dal v nich dvě branky, konkrétně v prvním souboji s Bordeaux a v odvetě se Zenitem Petrohrad.
V červenci 2018 uzavřel s vedením stejně jako jeho tehdejší spoluhráči Jan Kuchta a Stanislav Tecl novou smlouvu platnou do léta 2021. V lize se prosadil poprvé v sedmém kole s Viktorií Plzeň a podílel se na vysokém domácím vítězství 4:0. Následně dal 23. 9. 2018 ve 37. minutě jediný a tudíž vítězný gól v souboji s klubem Bohemians Praha 1905. Svoji třetí a čtvrtou branku v sezoně zaznamenal proti mužstvu SFC Opava, Slavia i díky němu porazila soupeře v poměru 3:2. Na jaře 2019 získal se Slavii titul a po pár dnech i Český pohár, čímž s klubem vybojoval po dlouhých 77 let „double“. Celkem si v ročníku připsal 23 ligových startů.

#### Sezóna 2019/20
6. července 2019 získal se "sešívanými" po výhře 3:0 nad slovenským celkem FC Spartak Trnava na hřišti soupeře Česko-slovenský Superpohár. Poprvé a zároveň naposledy v této sezoně skóroval 21. 7. 2019 ve druhém kole ve 12. minutě do sítě Teplic při vysokém vítězství na půdě soupeře 1:5. V tomto ročníku odehrál pouze tři zápasy, jelikož v průběhu něho odešel. Slavia na jaře 2020 obhájila titul a zásluhy za tento úspěch náleží i Zmrhalovi.

### Brescia Calcio
V srpnu 2019 zamířil údajně za téměř 100 milionů Kč do Itálie za svým prvním zahraničním angažmá, když se upsal na čtyři roky Brescii Calcio, která tehdy právě postoupila do nejvyšší italské soutěže Serie A. Premiéru v dresu tohoto týmu si odbyl v souboji s Cagliarim Calcio (výhra 1:0), na hrací plochu přišel v 71. minutě. Ze začátku sezony 2019/20 nastupoval spíše sporadicky, do základní sestavy se začal dostávat až na jaře 2020. Poprvé se střelecky prosadil až ve svém 17. ligovém zápase, kdy vstřelil oba góly při výhře 2:1 nad klubem S.P.A.L., kterému definitivně zajistil jeho sestup do Serie B. Brescia ale rovněž sestoupila také hned v dalším ligovém kole po porážce 1:3 nad týmem US Lecce. Celkem během tohoto působení nastoupil k 21 utkáním v Serii A a sedmi střetnutím ve druhé lize.

### FK Mladá Boleslav (hostování)
V únoru 2021 se po téměř roce a půl vrátil do Česka, jelikož odešel z Brescie Calcio na půlroční hostování do Mladé Boleslavi. Svůj první ligový start si zde připsal o den později v souboji se Sigmou Olomouc (remíza 1:1), na trávník přišel na druhý poločas. Poprvé během tohoto angažmá vsítil branku proti mužstvu MFK Karviná, když ve 27. minutě zvyšoval na konečných 2:0. Další góly si připsal ve 26. a 27. kole v soubojích s Teplicemi (výhra 3:1) a Opavou (výhra 2:0). Svůj čtvrtý přesný střelecký zásah v ročníku zaznamenal ve 32. kole hraném 16. května 2021 proti Spartě Praha. Při přestřelce, kterou pražský klub vyhrál 5:4, skóroval ve 48. minutě. V jarní části bojoval s Boleslaví o záchranu, která se zdařila. Na jaře zaznamenal včetně domácího poháru pět branek a na šest dalších přihrál. Toto vše dal ve 20 soutěžních zápasech.

### ŠK Slovan Bratislava

#### Sezóna 2021/22
V létě 2021 odešel na přestup do slovenského týmu ŠK Slovan Bratislava a s úřadujícím mistrem ligy podepsal dvouletý kontrakt. Se Slovanem postoupil přes Shamrock Rovers z Irska (výhra 2:0 doma a prohra 1:2 venku) do druhého předkola Ligy mistrů UEFA 2021/22 a v něm vypadli se spoluhráči se švýcarským mužstvem BSC Young Boys z Bernu po domácí remíze 0:0 a venkovní prohře 2:3. Následně byl se slovenským klubem přesunut do předkol Evropské ligy UEFA 2021/22, kde s ním nejprve vyřadil ve třetím předkole Lincoln Red Imps FC z Gibraltaru (výhra 3:1 venku a remíza 1:1 doma), avšak ve čtvrtém předkole - play-off s ním nepřešel přes řecký tým Olympiakos Pireus (prohra 0:3 venku a remíza 2:2 doma) do skupinové fáze této soutěže. Se spoluhráči však byli zařazení do základní skupiny F Evropské konferenční ligy UEFA 2021/22, kde v konfrontaci se soupeři: FC Kodaň (Dánsko) - (prohry doma 1:3 a venku 0:2), PAOK Soluň (Řecko) - (remízy venku 1:1 a doma 0:0) a stejně jako v kvalifikaci s Lincolnem Red Imps - (výhry doma 2:0 a venku 4:1) skončili na třetím místě tabulky, což na postup do jarní vyřazovací fáze nestačilo. Zmrhal v této sezóně pohárové Evropy odehrál všech 14 zápasů, ve kterých dal dva přesné zásahy, konkrétně v kvalifikaci s Lincolnem v domácím i venkovním utkání.
Debut v lize v dresu Slovanu absolvoval v úvodním kole proti tehdejšímu nováčkovi Tatranu Liptovský Mikuláš (výhra 4:1), na hrací plochu přišel v 86. minutě namísto Ezekiela Hentyho. Poprvé v sezoně vsítil gól 31. 7. 2021 v souboji s mužstvem AS Trenčín. Tehdy nastoupil na kraji obrany a v 67. minutě po skvělé přihrávce Ibrahima Rabia vyrazil dopředu a zvyšoval na konečných 2:0. Následně zaznamenal branku v dalším čtvrtém kole v souboji se Zemplínem Michalovce (výhra 3:1), trefil se v 74. minutě. Svůj třetí gól v ročníku dal 12. září 2021 proti klubu FC DAC 1904 Dunajská Streda, když v 74. minutě srovnával na konečných 1:1. Počtvrté v sezoně skóroval do sítě týmu FK Pohronie při výhře 5:1. Svůj pátý a šestý ligový gól v sezoně si připsal ve 13. a 14. kole v odvetách s Liptovským Mikulášem (výhra 4:0) a mužstvem MFK Ružomberok (výhra 1:0). Následně rozvlnil síť soupeřovy "svatyně" v 15. kole hraném 21. 11. 2021 v odvetném souboji se Zemplínem Michalovce, když v 67. minutě dával na konečných 2:1. Poosmé skóroval v duelu 27. kola proti týmu FC DAC 1904 Dunajská Streda při domácím vítězství 3:1. V ročníku 2021/22 pomohl svému zaměstnavateli již ke čtvrtému titulu v řadě, což Slovan dokázal jako první v historii slovenského fotbalu.

#### Sezóna 2022/23
Se Slovanem postoupil po domácí remíze 0:0 a venkovním vítězství 2:1 po prodloužení přes Dinamo Batumi z Gruzie do druhého předkola Ligy mistrů UEFA 2022/23, v něm kvůli zranění nehrál, jeho spoluhráči nestačili po výhře 2:1 venku a prohře 1:4 doma na maďarský celek Ferencvárosi TC z hlavního města Budapešti. Následně už nastoupil, ale se svým zaměstnavatelem nepřešli ani po přesunu do třetího předkola Evropské ligy UEFA 2022/23 přes Olympiakos Pireus z Řecka (remíza 1:1 venku a prohra 2:3 doma po penaltovém rozstřelu), avšak se spoluhráči hráli ještě ve čtvrtém předkole - play-off Evropské konferenční ligy UEFA 2022/23 proti bosenskému mužstvu HŠK Zrinjski Mostar, kde po venkovní prohře 0:1 a výhře 3:1 po rozstřelu z pokutových kopů vybojovali postup do skupinové fáze této soutěže. Se Slovanem Bratislava byl zařazen do základní skupiny H, kde v konfrontaci se soupeři: FC Basilej (Švýcarsko) - (výhra 2:0 venku a remíza 3:3 doma), FK Žalgiris (Litva) - (remíza 0:0 doma a výhra 2:1 venku) a FC Pjunik Jerevan (Arménie) - (prohra 0:2 venku a výhra 2:1 doma) s ním postoupil se ziskem 11 bodů jako vítěz skupiny poprvé v novodobé historii Slovanu do jarní vyřazovací fáze některé evropské pohárové soutěže. V ní ale se Slovanem vypadl po penaltovém rozstřelu v osmifinále s Basilejí. Zmrhal celkem v tomto ročníku pohárové Evropy nastoupil k 12 utkáním.
Svoji první ligovou branku v sezoně zaznamenal v souboji s tehdejším nováčkem klubem MFK Skalica (výhra 3:0), když ve 45. minutě otevřel střelecký účet duelu. Podruhé v ročníku se střelecky prosadil 21. srpna 2022 proti týmu MŠK Žilina, když v 72. minutě zvyšoval na konečných 3:1. Na konci sezony získal se Slovanem Bratislava titul, který byl pro mužstvo již historicky pátý v řadě.

#### Sezóna 2023/24
Se Slovanem postoupil přes lucemburský klub FC Swift Hesper (remíza 1:1 doma a výhra 2:0 venku) a celek Zrinjski Mostar z Bosny a Hercegoviny (výhra 1:0 venku a remíza 2:2 doma) do třetího předkola Ligy mistrů UEFA 2023/2024, ve kterém vypadli po prohrách 1:2 doma a 1:3 venku s izraelským týmem Makabi Haifa FC a byli přesunuti do čtvrtého předkola - play-off Evropské ligy UEFA 2023/2024, ve kterém nehrál, jeho spoluhráči nepostoupili po domácí výhře 2:1 a prohře 2:6 venku přes mužstvo Aris Limassol z Kypru a kvalifikovali se tak do skupinové fáze Evropské Konferenční ligy UEFA 2023/2024. Se Slovanem Bratislava byli zařazeni do základní skupiny A, kde v konfrontaci s kluby Lille OSC (Francie) - (prohra 1:2 venku a remíza 1:1 doma), NK Olimpija Lublaň (Slovinsko) - (výhra 1:0 venku a prohra 1:2 doma) a KÍ Klaksvík (Faerské ostrovy) - (výhry doma i venku 2:1). skončili se ziskem deseti bodů na druhém místě tabulky a podruhé za sebou postoupili do jarní vyřazovací části této soutěže. V ní však vypadli se spoluhráči již v šestnáctifinále po prohrách 1:4 venku a 0:1 doma se Sturmem Graz z Rakouska. Celkem v tomto ročníku pohárové Evropy odehrál Zmrhal 10 střetnutí, v nichž gól nedal. 
Svoji první ligovou branku v sezoně vsítil v devátém kole v souboji s ViOnem Zlaté Moravce – Vráble (výhra 3:0), když už ve druhé minutě dal první branku zápasu. Podruhé v ročníku skóroval v derby se Spartakem Trnava, když v 90. minutě zvyšoval na konečných 2:0. Následně se trefil 18. 5. 2024 v duelu s klubem MFK Ružomberok, když v nastavení druhého poločasu zvyšoval na konečných 5:1. V jarní části sezony 2023/2024 pomohl Slovanu Bratislava k šestému ligovému titulu v řadě a celkově jubilejnímu 30. v historii týmu. Po skončení ročníku mu vypršela smlouva a odešel.

### Apollon Limassol
V červenci 2024 podepsal jako volný hráč kontrakt na dva roky s kyperským klubem Apollon Limassol.

## Klubové statistiky
Aktuální k 5. červenci 2024
| Sezona    | Klub                      | Soutěž        | Zápasy | Góly |
| --------- | ------------------------- | ------------- | ------ | ---- |
| 2011/2012 | SK Slavia Praha B         | Divize A      | –      | –    |
| 2012/2013 | SK Slavia Praha           | Gamrinus liga | 28     | 1    |
| 2013/2014 | SK Slavia Praha           | Gamrinus liga | 29     | 0    |
| 2014/2015 | SK Slavia Praha           | Synot liga    | 26     | 4    |
| 2015/2016 | SK Slavia Praha           | Synot liga    | 27     | 4    |
| 2016/2017 | SK Slavia Praha           | ePojisteni.cz | 30     | 7    |
| 2017/2018 | SK Slavia Praha           | HET liga      | 21     | 5    |
| 2018/2019 | SK Slavia Praha           | Fortuna:Liga  | 22     | 4    |
| 2019/2020 | SK Slavia Praha           | Fortuna:Liga  | 3      | 1    |
| 2019/2020 | Brescia Calcio            | Serie A       | 21     | 2    |
| 2020/2021 | Brescia Calcio            | Serie B       | 7      | 0    |
| 2020/2021 | FK Mladá Boleslav (host.) | Fortuna:Liga  | 18     | 4    |
| 2021/2022 | ŠK Slovan Bratislava      | Fortuna liga  | 28     | 8    |
| 2022/2023 | ŠK Slovan Bratislava      | Fortuna liga  | 25     | 2    |
| 2023/2024 | ŠK Slovan Bratislava      | Niké liga     | 28     | 3    |
| 2024/2025 | Apollon Limassol          | A' katigoría  |        |      |

### Reprezentační kariéra
Nastupoval za mládežnický výběr U20. V české reprezentaci do 21 let debutoval 14. listopadu 2012 pod tehdejším trenérem Jakubem Dovalilem, který mu dal příležitost v prvním poločase v zápase proti Švédsku U21 (remíza 1:1) 22. března 2013 odehrál kompletní počet minut v utkání proti Ukrajinské reprezentaci do 21 let, v němž se zrodila opět remíza 1:1. Svoji první a jedinou branku za tuto kategorii dal v zápase proti Kyperské reprezentaci do 21 let (výhra 3:0), když v 75. minutě zvyšoval na 2:0. Zúčastnil se domácího Mistrovství Evropy hráčů do 21 let 2015 konaného v Praze, Olomouci a Uherském Hradišti, na kterém s Čechy skončil na třetím místě tabulky.

### A-mužstvo
11. října 2016 debutoval pod tehdejším koučem Karlem Jarolímem v A-mužstvu České republiky v kvalifikaci na Mistrovství světa 2018 v Ostravě proti reprezentaci Ázerbájdžánu (remíza 0:0). Dostal se na hrací plochu v 74. minutě, kdy střídal Jiřího Skaláka. Poprvé za "áčko" české reprezentace skóroval v kvalifikačním utkání v souboji s Norskem (výhra 2:1), když ve 47. minutě zvyšoval na 2:0.

### Reprezentační zápasy a góly
Zápasy Jaromíra Zmrhala za A-mužstvo Česka
| 2016                | 3  | 1 |
| 2017                | 5  | 0 |
| 2018                | 4  | 0 |
| 2019                | 3  | 0 |
| 2020                | 0  | 0 |
| 2021                | 5  | 0 |
| 2022                | 2  | 0 |
| 2023                | 1  | 0 |
| Celkem              | 23 | 1 |
| Platí k 21. 6. 2023 |    |   |

Góly Jaromíra Zmrhala v A-týmu české reprezentace
| 010                  | 11. 11. 2016 | Eden Aréna, Praha, Česko | Norsko | 02:0 00(47.) | 2:1 | Kvalifikace na MS 2018 |
| Platí k 13. 11. 2016 |              |                          |        |              |     |                        |